# David Ackles
David Thomas Ackles  (* 20. Februar 1937 in Rock Island, Illinois, Vereinigte Staaten; † 2. März 1999 in Pasadena, Kalifornien, Vereinigte Staaten) war ein US-amerikanischer Singer-Songwriter, Pianist, Hochschullehrer und Kinderdarsteller.

## Leben

### Familie und erste Auftritte als Kind, 1937 bis 1949
David Ackles Mutter Queenie Rolfe kam aus dem Vereinigten Königreich und entstammte einer Familie, die künstlerisch in der Tradition der dortigen Music Halls verwurzelt war. Ihr Vater war Komiker, ihre Mutter leitete eine Damenkapelle. Sie unterrichtete David und seine zwei Jahre ältere Schwester Sally und studierte mit ihnen kleine Bühnenprogramme ein. Sein Vater Thomas Ackles war Autohändler und ein versierter Amateurmusiker. Am 12. Dezember 1940 traten die beiden mit einer Tanznummer bei einer Dinnerveranstaltung im Fort Armstrong Hotel in Rock Island auf.  Am 8. und 9. Mai trat er bei einer Schulaufführung der Rock Island High School des Theaterstücks The American way auf. Ebenso sangen und tanzten die beiden bei einer Veranstaltung des Rock Island Woman’s Club im Fort Armstrong Hotel am 18. Mai 1941.  Am 29. Mai 1941 trat er als Mitglied der Children’s Drama Group im Theaterstück Dreamland auf. Tanzunterricht erhielt er in der Maureen Bennett School of Dancing und wirkte bei diversen Veranstaltungen mit. Bei Maureen Englin in den WHBF Studios erhielt David Gesangsunterricht. Bis 1945 trat er mit Sally als Gesangs- und Tanzduo bei Wohltätigkeitsveranstaltungen in Rock Island und Umgebung auf. Im Laufe des Jahres 1945 zogen die Geschwister zunächst mit ihrer Mutter nach Hollywood, während ihr Vater in Rock Island wegen des Autohandels zurückblieb. David und Sally traten in Kalifornien in Shows der United Service Organizations auf. Beide erhielten bei Louis Mosconi, dem Dance director bei Warner Bros. zweimal pro Woche Tanzunterricht und besuchten an fünf Vormittagen der Woche die Mar-Ken School for Professional Children. 1946 erhielt David eine Rolle in der ersten Fortsetzung The Return of Rusty der B-Movie-Filmserie Rusty the Dog. Danach kehrten sie im Sommer 1946 nach Rock Island zurück. Darauf gingen sie wieder nach Hollywood und David drehte 1947 das Sequel The Son of Rusty. Rusty’s Birthday war 1949 sein letzter Film als Kinderdarsteller.

### Jugend, Studium und erste Berufsjahre, 1949 bis 1965
Mit zwölf Jahren endete seine Filmkarriere, als er in den Stimmbruch kam und sein Bartwuchs begann. 1950 gewann David Ackles einen Preis bei einem Gedichtwettbewerb der California Federation of Chaparral  Poets. 1955 heiratete Sally. David besuchte die Los Angeles High School und leitete 1957 als Dance Director bei Music Shows der High School die Tanzeinlagen. 1960 trat er nochmals mit seiner Schwester als Gesangs- und Tanz-Duo bei einer Veranstaltung mit dem Motto Gay Nineties Variety Show des Granada Hill’s Junior Woman’s Club mit dem Uncle Sam Rag auf und am 16. April 1962 präsentierte er bei einer Dinnerveranstaltung des Clubs Folk Songs. An der University of Southern California studierte Ackles das Fach Englische Literatur und begab sich für ein weiteres Studienjahr an die University of Edinburgh. Nachdem er das Studium mit dem Grad eines Master absolviert hatte, verbrachte er einige Jahre mit Gelegenheitsarbeiten. Unter anderem arbeitete er als Barpianist, Gärtner, Autoverkäufer, Privatdetektiv, in einem Sicherheitsdienst, als Hilfsarbeiter in einem Zirkus und gelegentlich beim Theater und beim Fernsehen. 1966 spielte er eine Nebenrolle als Karusellbetreiber im US-amerikanischen Horrorfilm Blood Bath. Er begann zu komponieren. Neben Chorstücken schrieb er Musicals und Partituren für Ballett. Dies prägte später sein Songwriting und seinen theatralischen Gesangsstil.

### Zeit als Songwriter 1967 bis 1979
1967 entstand der Song Blue River im thematischen Zusammenhang mit dem Watts-Aufruhr, von dem erwogen wurde, von Cher aufgenommen zu werden. David Anderle, Produzent bei Elektra Records und ein Schulfreund, war beeindruckt und in Rücksprache mit Elektra-Präsident Jac Holzman wurde Ackles 1967 neben Tom Rush, Tim Buckley und Fred Neil in den Stab der Songwriter für Elektra Records aufgenommen. Nach einigen Monaten trat Holzman an Ackles heran und bot ihm an ein Album mit ihm als Sänger seiner Songs zu produzieren. 1968 folgte das erste Album David Ackles mit den Singleauskopplungen Down River und Road to Cairo. Bei günstiger Aufnahme bei den Kritikern, ein kleiner Kreis nannte es das beste Rockalbum 1968, erreichte die LP nur mäßige Verkaufszahlen. Auch andere Künstler fanden Gefallen an den Songs und spielten Coverversionen ein. So übernahm die britische Band Spooky Tooth Down River, Julie Driscoll, Brian Auger & The Trinity Road to Cairo und Martin Carthy His name is Andrew. Mit einem größeren Budget ausgestattet folgte ein Jahr später das zweite Album Subway to the Country. Auch hier blieb der große Erfolg aus. Für das dritte Album nahm er sich zwei Jahre Zeit. Für die Songs beobachtete er das zeitgenössische Leben in den Vereinigten Staaten. Zwischen September 1971 und Juli 1972 ging er nach Wargrave in Berkshire. Durch den räumlichen Abstand bekam er nochmals einen anderen Blick auf die Songs des neuen Albums. Er gab einige Konzerte und trat in diversen TV-Shows auf. Das Album mit dem Titel American Gothic wurde von Bernie Taupin in London produziert. Es wurde sein größter Erfolg. Die London Times und Melody Maker kürten es zum Album des Jahres 1972. Nach dem Album trennte er sich einvernehmlich von Elektra Records. Im Dezember 1972 heiratete er Janice Vogel. Clive Davis von Columbia Records bot ihm einen neuen Vertrag an. In diesem Rahmen entstand das Album Five & Dime. Es wurde sein letztes Soloalbum. Danach er arbeitete weiter als Songwriter für Warner Brothers. Er war vertraglich verpflichtet Songs für verschiedene Künstler wir Bette Midler oder Three Dog Night zu schreiben. Bei dieser Arbeit entstanden viele Songs, die im Studio von der Sängerin Kim Carnes aufgenommen wurden. Aber keiner der Künstler, für die die Songs bestimmt waren, entschied sich dazu, die Songs auf ihren Alben einzuspielen, und Ackles zog sich aus dem Musikgeschäft zurück.

### Zeit nach 1980
Anfang der 1980er Jahre wurde Ackles in einen Autounfall mit einem betrunkenen Autofahrer verwickelt. Er wurde schwer verletzt und musste sechs Monate im Rollstuhl sitzen. Sein linker Arm wurde fast abgetrennt. Nur auf Intervention seiner Frau mit dem Hinweis, dass er Pianist sei, wurde versucht, den Arm zu erhalten. Trotzdem konnte er 18 Monate lang nicht mehr Klavier spielen, und durch die Nervenschädigungen war er dabei sehr beeinträchtigt. Er blieb bis zum Ende seines Lebens ein Schmerzpatient. In den 1980er Jahren suchte sich Ackles neue Betätigungsfelder. Er arbeitete vier Jahre an der University of Southern California als Dekan für Wirtschaftsprogramme am College of Continuing Education. Er schrieb Drehbücher, von denen einige verkauft wurden; nur eines wurde verfilmt. Der Fernsehfilm Word of Honor (deutsch: Der unbekannte Zeuge) entstand 1980 unter der Regie von Mel Damski mit Karl Malden als Hauptdarsteller. In einer Nebenrolle spielte der junge John Malkovich. Ackles unterrichtete an verschiedenen Schulen in Südkalifornien, beim Lehmann Engel Musical Theater Workshop und an der ARC School for Boys in Kathmandu. Er war Vorstand im Glendale Theater District und Direktor der Musical Theater Studies an der University of Southern California. Hier leitete er neben anderen Projekten 1997 eine Aufführung der Dreigroschenoper. Von 1992 bis 1999 war er Geschäftsführer des Ortsverbandes Los Angeles der National Society of Fund Raising Executives. In den frühen 1990ern wurde bei ihm Lungenkrebs diagnostiziert und ein Teil seiner linken Lunge wurde entfernt. Ende 1997 flammte die Krankheit wieder auf und er starb am 2. März 1999. Mit seiner Frau Janice Vogel hatte er einen gemeinsamen Sohn, George.

## Werke (Auswahl)

### Diskographie
Alben
- 1968: David Ackles. Elektra Records
- 1970: Subway to the Country. Elektra Records
- 1972: American Gothic. Elektra Records
- 1973: Five & Dime. Columbia Records

Singles
- 1968: Down River. Elektra Records
- 1968: The Road To Cairo. Elektra Records
- 1969: About „Subway To The Country“. Elektra Records
- 1969: Subway To The Country. Elektra Records
- 1969: Laissez Faire. Elektra Records
- 1970: One Night Stand. Elektra Records
- 1972: Oh, California. Elektra Records
- 1972: Love's Enough. Elektra Records

Coverversionen anderer Künstler
- Down River. Eingespielt von Spooky Tooth auf dem Album The Last Puff, 1970
- The Road To Cairo. Eingespielt von Julie Driscoll, Brian Auger & The Trinity auf dem Album Julie Driscoll, Brian Auger & The Trinity.
- His name is Andrew. Martin Carthy auf dem Album Landfall, 1971

### Filmographie
- 1946: The Return of Rusty
- 1947: The son of Rusty
- 1948: My dog Rusty
- 1948: Rusty leads the way
- 1949: Rusty saves a Life
- 1949: Rusty’s birthday
- 1966: Blood Bath
- 1981: Word of Honor. Drehbuchautor

1968 entstand für Norsk rikskringkasting ein TV-Special über David Ackles mit dem Titel David Ackles. Daneben wurden seine Lieder in den Soundtracks mehrere Filme verwendet.
- 2007: Yella. Der Song Road to Cairo wurde verwendet

### Musicals
- Sister Aimee, thematisiert das Leben von Aimee Semple McPherson